# 北原稲雄
北原 稲雄（きたはら いなお、文政8年2月3日（1825年3月22日）- 明治14年（1881年10月2日）は、幕末から明治前期にかけての国学者、歌人。信濃国伊那郡座光寺村（現、長野県飯田市座光寺）の名主（庄屋）。幼名は照吉のち信質。通称は林右衛門、森右衛門。号は八束穂、鏑廼舎（かぶらのや）。

## 生涯
信州伊那谷の座光寺村の名主、北原民右衛門因信の次男として生まれ。嘉永2年（1849年）、家督を継いだ。若い頃は和歌を飯田在住の歌人岩崎長世のサークルに入って、その指導を受け、貸本屋の福住清風からも和歌を学んだ。
長世の和歌のサークルは安政5年（1858年）以降、伊那谷と美濃国中津川宿を中心に平田国学を学び、普及させる拠点となっていった。安政6年（1859年）、稲雄は長世を通じて「篤胤没後の門人」となったが、同年中に入門した清内路村の原武右衛門、中津川の間半兵衛・馬嶋靖庵、飯田城下の奥村邦秀らはいずれも長世から和歌の指導を受けた各地の名望家であった。
平田国学に入門した人々は、さしせまる日本の危機を救うためには平田篤胤の教えを広く浸透させなければならないと考え、気吹舎出版物の購入や頒布・販売、そしてまだ上木（出版）されていない篤胤原稿の出版・刊行を目指した。万延元年（1860年）4月に刊行された『弘仁歴運記考』は北原稲雄の出資による。つづいて篤胤の主著『古史伝』の上木運動が始まり、これは文久2年（1862年）以降、長世が指導し、稲雄や原・馬嶋のほか、稲雄の弟今村信敬（今村豊三郎）や供野村の竹村多勢子（松尾多勢子）らも加わった大事業であった。最初の4巻が文久3年（1863年）7月、つづいて文久3年10月、元治元年（1864年）5月、元治元年11月にそれぞれ数巻ずつ上木され、多額の資金を集めつつきわめて迅速に刊行が進んだ。
文久3年（1863年)2月の足利三代木像梟首事件は、主として京都に参集した平田派の人びとによって引き起こされた事件であった。岩崎長世は、この事件以来、飯田における平田国学の中心人物であるとの嫌疑を飯田藩当局からかけられ、この地には居づらくなったため、ほどなく上洛した。以降、稲雄は伊那谷の平田国学者のリーダーと目されるようになった。
元治元年（1864年）の水戸浪士らの筑波山蜂起（天狗党の乱）に際しては、稲雄と今村豊三郎の兄弟が飯田城下が戦火に遭わないよう、京都をめざす天狗党と飯田藩の交戦を回避させ、また天狗党が三州街道(中馬街道）を通れば尾張藩との衝突が避けられないので、天狗党の進路を清内路峠から同志たちのいる馬籠宿・中津川宿へと至る中山道をとらせようと東美濃の同志と連絡をとりあって必死の工作をおこなった。飯田の町人も藩への拠出金負担に同意し、飯田藩当局も本心では交戦回避を熱望していたので稲雄らに協力して領内通過を命じた。こうして、稲雄・豊三郎の北原兄弟は武田耕雲斎ら天狗党の人びとの伊那谷通過を支援し、討幕派に協力したのである。
明治維新後は伊那県に出仕し、晩年は松本開産社の社長となって郷土の殖産興業に尽力した。明治14年（1881年）10月2日）死去。57歳。長男の北原信綱は明治時代に、次男の北原阿智之助は昭和初期にそれぞれ衆議院議員を務めた。

## 歌集
- 『雪の信濃路』（全5巻）
- 『鏑廼舎歌集』（全2巻）